# Kość klinowata boczna

Kość klinowata boczna

Kość klinowata boczna, kość klinowata trzecia (łac. os cuneiforme laterale, os cuneiforme tertium, os tarsale tertium) – kość stępu stopy człowieka, kształtem podobna do kości klinowatej przyśrodkowej, ale nieco większa. Kość klinowata boczna łączy się z sześcioma kośćmi: kością łódkowatą, klinowatą pośrednią, sześcienną oraz z kośćmi śródstopia II, III i IV.